# Colzate
Colzate [kolˈʣaːte] (Colgiàt [kolˈʤat] in dialetto bergamasco) è un comune italiano di 1 630 abitanti della val Seriana, in provincia di Bergamo, in Lombardia.
Situato alla destra orografica del fiume Serio, dista circa 22 chilometri a nord-est dal capoluogo orobico ed è compreso nella Comunità montana della Valle Seriana.

## Geografia fisica

### Territorio

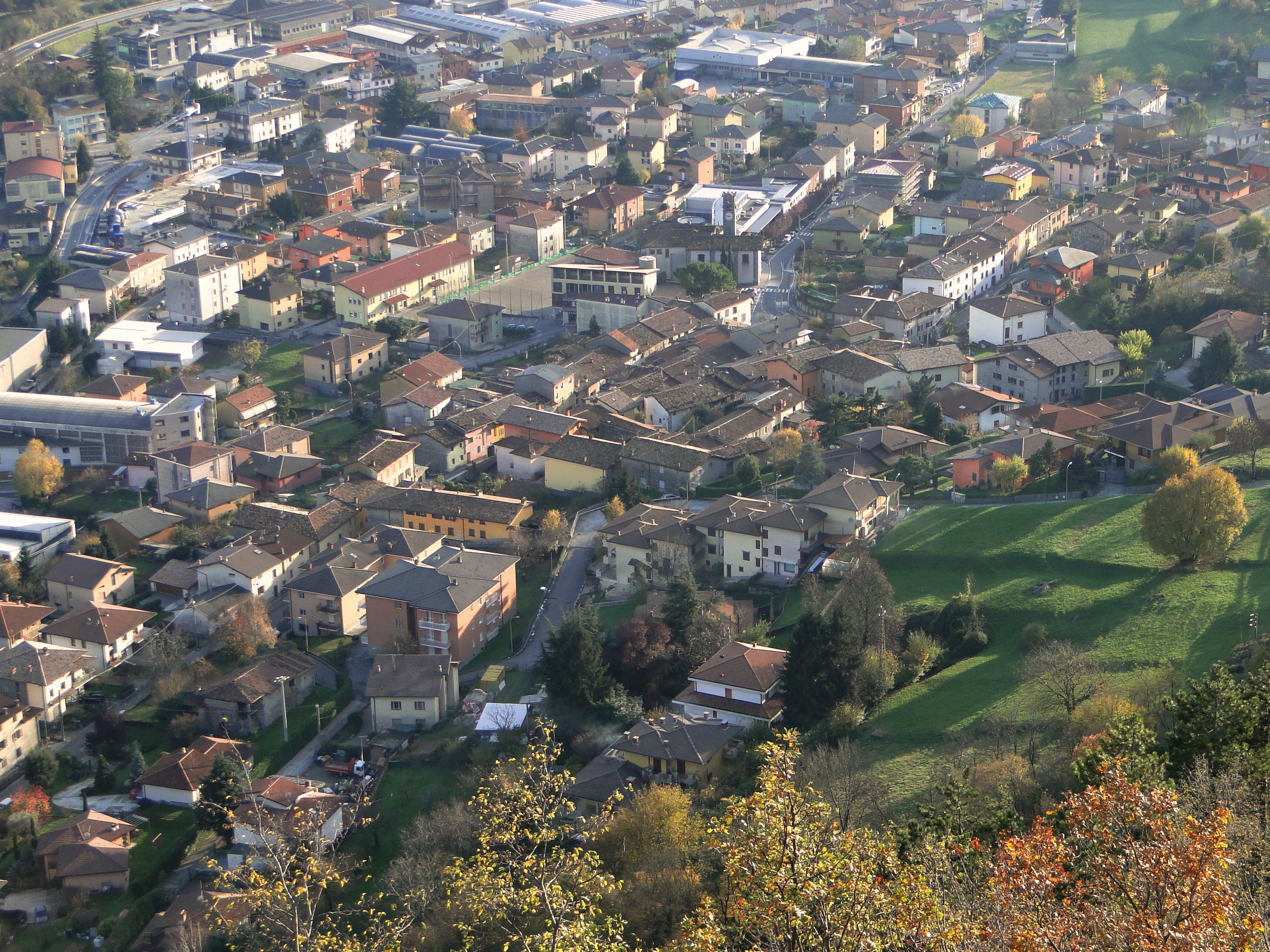
Vista dal santuario di San Patrizio

Il territorio comunale presenta differenti aspetti geomorfologici, che vanno dalla piana alluvionale del fiume Serio, situata a un'altezza di circa 393 m s.l.m. al piccolo pianoro leggermente sopraelevato dove si sviluppa il centro storico, ai rilievi circostanti che comprendono i monti Segredònt (1.555 m s.l.m.), Tisa (1317 m s.l.m.) e Cavlera. Quest'ultimo, dall'alto dei suoi 1.320 m s.l.m., svetta sull'abitato, ospitando sulle proprie pendici le frazioni di Bondo e Barbata, che mantengono ancora un discreto numero di residenti, e i piccoli borghi montani di Rezzo e Unì.
La gran parte della popolazione risiede nel nucleo abitativo posto nel fondovalle lungo l'asta del fiume Serio che, per via dell'espansione edilizia avvenuta nella seconda parte del XX secolo, risulta essere ormai fuso con soluzione di continuità con i limitrofi paesi, in quella che viene ormai definita come una città allungata che si protrae da Bergamo e che vede appunto Colzate come elemento conclusivo.
Difatti a Nord del centro abitato la valle Seriana, stretta tra i monti Cavlera e Frol sulla destra e dal gruppo del Pizzo Formico e del monte Farno sulla sinistra, subisce un brusco restringimento, tale da non permettere consistenti insediamenti per circa cinque chilometri in direzione Nord, fino al paese di Ponte Nossa.

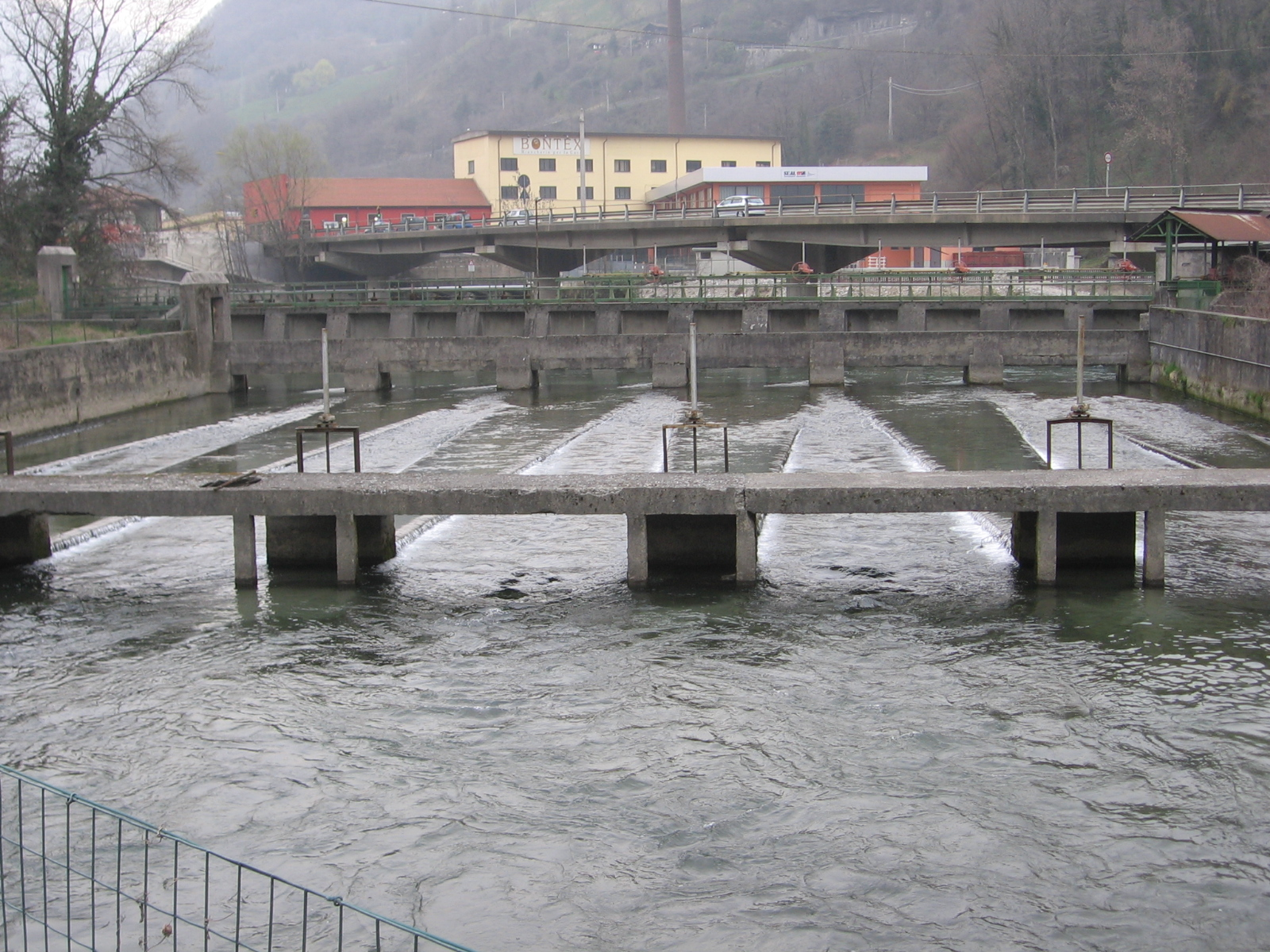
Le bocche di presa del canale artificiale che scorre nella zona industriale

Amministrativamente il territorio ha una forma triangolare, con l'aggiunta di una lingua di territorio rivolta verso Ovest. A est è delimitato dal corso del fiume Serio, che lo divide dal comune di Casnigo, a Sud e Sud-Est da Vertova mediante il monte Cavlera, mentre a Nord il confine è dato dai comuni di Gorno e Oneta, limite che prosegue a Nord-Est con una fascia di terra che include la parte sommitale dello spartiacque orografico tra la Val Vertova e la val del Riso fino al monte Segredònt, propaggine del monte Alben.
Per ciò che concerne l'idrografia, oltre al fiume Serio, numerosi sono i corsi d'acqua presenti sul territorio comunale. Tra questi, che si sviluppano sulle pendici del monte Cavlera, vi sono il Canale dei Frati, il Rio Pisonda, il Rezzo e la Preda, tutti dalle portate ridotte e con carattere esclusivamente torrentizio.
Nella zona alluvionale è presente anche un canale artificiale che attinge al corso del Serio e vi scorre parallelamente, restituendo le acque poche centinaia di metri più a valle, in territorio di Vertova, dopo aver alimentato alcune piccole aziende tessili.
La viabilità interna del paese ha una rete stradale ordinaria molto semplice, facente riferimento principalmente alla vecchia provinciale che collega il paese con la superstrada di scorrimento della val Seriana e Vertova, mantenendosi al limite dell'abitato, esternamente al quale, a fianco del fiume Serio, è posta la zona industriale, in cui sono presenti attività commerciali e artigianali sia storiche che di recente insediamento.
È inoltre è presente la strada che dal capoluogo sale con andamento sinuoso sulle pendici del monte Cavlera, raggiungendo il santuario di san Patrizio, la piana di Rezzo e le frazioni di Bondo e Barbata.

## Origini del nome
Numerose sono le teorie che vorrebbero definire l'origine del toponimo, ma nessuna è accettata universalmente come inconfutabile. Quella che pare godere di maggior credito è quella perorata dall'Olivieri il quale, rifacendosi alla dicitura Colligiatae apparsa in un documento dell'anno 928, deduce che queste terre appartenessero a una collegiata di Canonici. Sulla stessa lunghezza d'onda furono anche altri studiosi quali lo Zambelli e il Mazzi, i quali ipotizzarono un'alleanza tra nuclei fortificati o quantomeno una confederazione tra nuclei abitativi.
Sarebbero invece senza riscontri le tesi di Gerhard Rohlfs, secondo cui il nome deriverebbe dal nome gentilizio romano Caltius, e di Angelo Zavaglio, che lo farebbe invece provenire da Colzetis, nome di un leggendario capo tribù dei galli Cenomani, di cui a lungo si tramandarono le gesta per fonte orale.

## Storia

### Dalla preistoria alla conquista romana

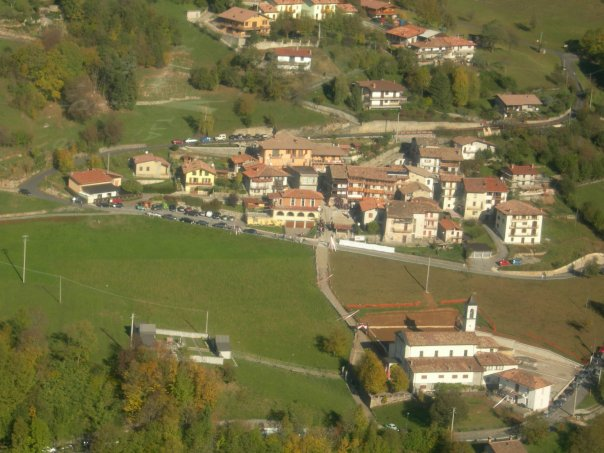
Vista di Bondo, borgo fondato dai Galli Cenomani

I primi insediamenti umani sarebbero riconducibili al VI secolo a.C., quando nella zona si stabilirono popolazioni di origine ligure, dedite alla pastorizia, tra cui gli Orobi. A essi si aggiunsero e integrarono, a partire dal V secolo a.C., le popolazioni di ceppo celtico, tra cui i Galli Cenomani.
Un gruppo di questi ultimi si stanziò nella zona posta ai piedi del monte Cavlera, dove ora si trova il centro storico, espandendosi in seguito sulla piana del Rezzo e nella conca dove ora si trova la frazione di Bondo. A suffragare l'origine celtica di quest'ultimo borgo montano è il toponimo, derivante dalla matrice Bond di derivazione prelatina, stante a indicare un luogo posto in una conca, e riscontrabile in altre località omonime presenti in Provincia di Bergamo (Bondo Petello presso Albino, Bondo di Gromo, di Adrara San Martino e di Ubiale).
Si trattava tuttavia di presenze sporadiche, che non formarono mai un nucleo abitativo definito. Tuttavia questa presenza ha da sempre influenzato la fantasia popolare che li ha visti protagonisti di leggende, come quella vorrebbe far derivare il toponimo del paese dal nome di Colzetis, un temibile quanto feroce capotribù.
La prima vera e propria opera di urbanizzazione fu invece opera dei Romani, che conquistarono la zona e la sottoposero a centuriazione, ovvero a una suddivisione dei terreni a più proprietari, a partire dal I secolo d.C.. Questa opera assegnò appezzamenti più o meno vasti a coloni e veterani di guerra, di origine o acquisizione romana, i quali bonificarono i terreni al fine di poterli sfruttare per coltivazioni agricole e allevamento di bestiame.
Il centro abitato, costituito prevalentemente da capanne, aveva tuttavia dimensioni molto ridotte e gli abitanti si basavano su agricoltura, principalmente nella piana del fondovalle, e pastorizia, nella zona collinare. Inoltre la zona sulla piana di Cavlera fu al centro di un notevole sviluppo grazie all'attività estrattiva del ferro, concentrata nella vicina val del Riso. Questa permise la nascita e lo sviluppo del nucleo di Barbata, prima luogo di passaggio di schiavi (i cosiddetti Damnati ad metallam) e poi luogo per la residenza degli stessi.

### L'alto medioevo

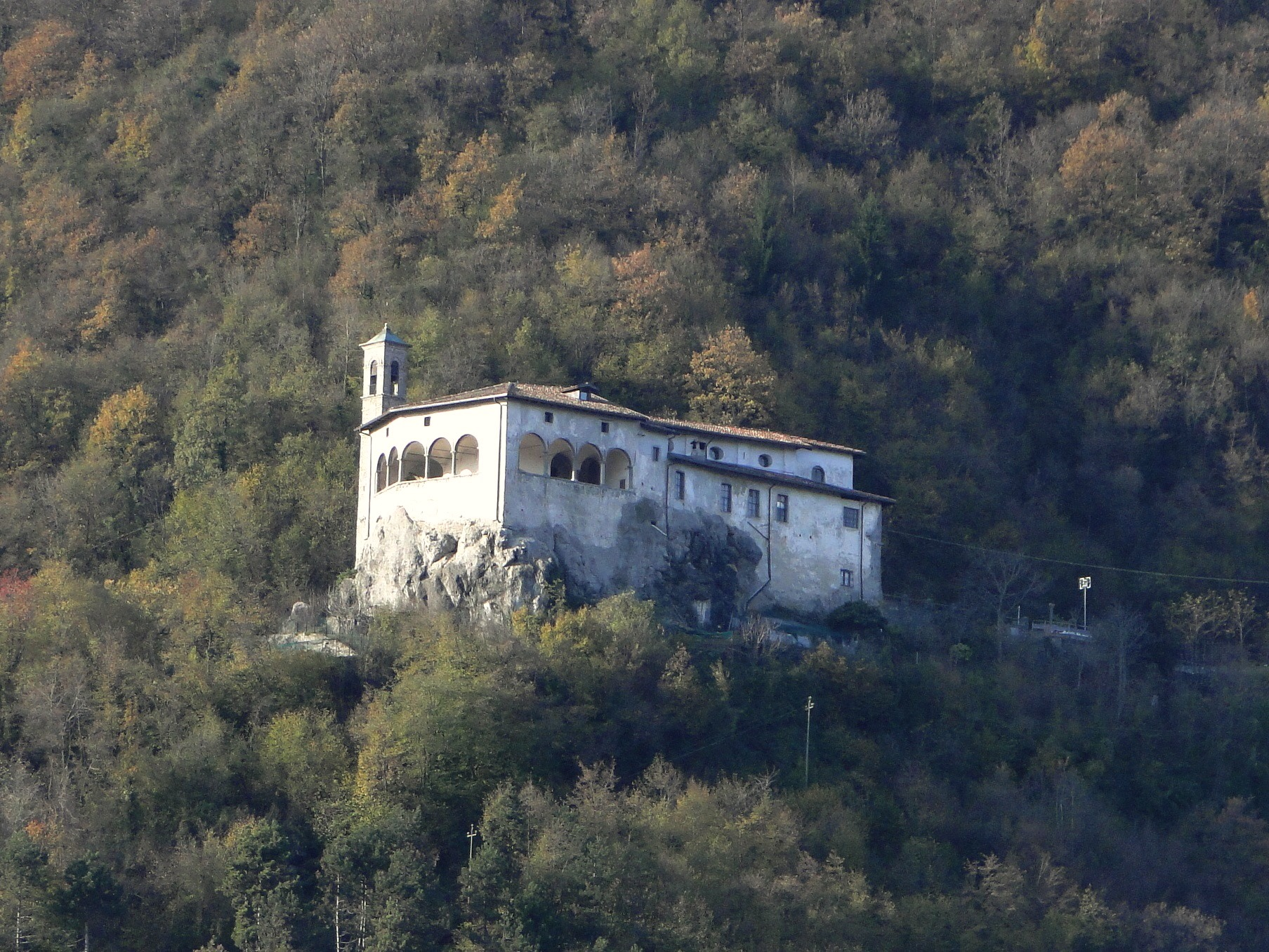
Il santuario di san Patrizio, edificato al termine del periodo medievale

Al termine della dominazione romana vi fu un periodo di decadenza e abbandono del centro abitato, con la popolazione che sovente era costretta a cercare riparo sulle alture circostanti al fine di difendersi dalle scorrerie perpetrate dalle orde barbariche. La situazione ritornò a stabilizzarsi con l'arrivo dei Longobardi, popolazione che a partire dal VI secolo si radicò notevolmente sul territorio, influenzando a lungo gli usi degli abitanti: si consideri infatti che il diritto longobardo rimase “de facto” attivo nelle consuetudini della popolazione fino alla sua abolizione, avvenuta soltanto nel 1491.
Con il successivo arrivo dei Franchi, avvenuto verso la fine dell'VIII secolo, il territorio venne sottoposto al sistema feudale, con il paese che inizialmente venne assegnato, al pari di gran parte della valle, ai monaci di Tours per poi essere infeudato al Vescovo di Bergamo. Quest'ultimo delegò a sua volta il controllo diretto del paese a Petrus Mistrus, un valvassore che governò in modo equo e giusto.
Anche il primo documento scritto in cui si attesta l'esistenza del borgo risale a quel periodo: era l'anno 928 quando in un atto viene citato il "vicis Colligiatae".
Tuttavia le dimensioni dell'abitato erano assai ridotte, tanto che Colzate venne considerato parte integrante del territorio del vicino comune di Vertova, molto più ricco e sviluppato, per gran parte del periodo medievale, mentre Bondo e Barbata gravitarono nell'orbita dei comuni della valle del Riso.
Nel corso della seconda metà del XII secolo cominciarono a svilupparsi i primi sentimenti di autonomia da parte delle città lombarde, contrastati però da Federico Barbarossa, imperatore del Sacro Romano Impero. Quest'ultimo condusse numerose campagne in Italia, tra cui quella del 1166 quando scese in val Seriana attraverso la val Camonica, occasione in cui i soldati imperiali diedero alle fiamme i borghi di Colzate, Vertova e Fiorano, in quanto gli abitanti si erano rifiutati di dar loro da mangiare.

### L'epoca comunale

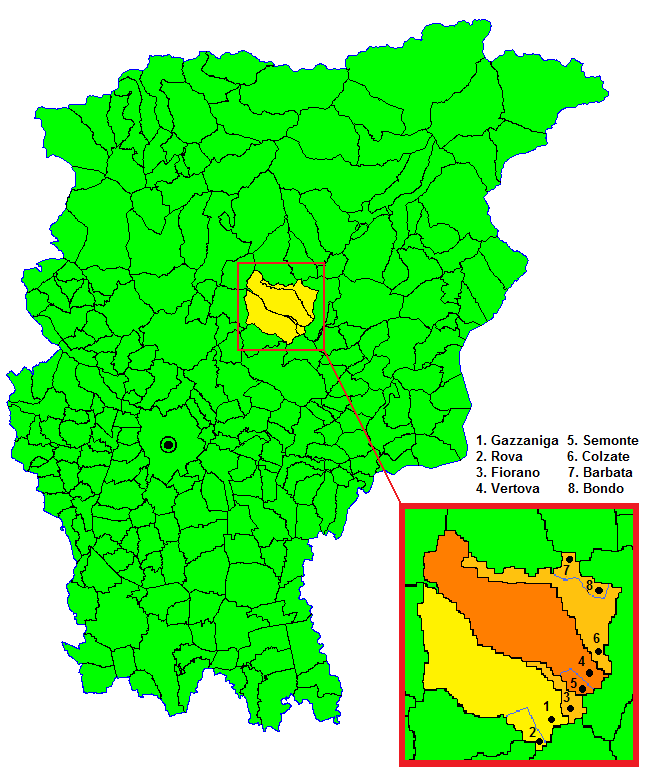
Mappa della Confederazione de Honio

Tuttavia la spinta autonomistica non fu fermata, tanto che nel 1210 Colzate, così come Bondo e Barbata, scelsero di confederarsi con i comuni limitrofi nella Confederazione de Honio, un'istituzione sovracomunale che aveva la propria sede presso la località Unì (posta a monte di Colzate) e che aveva il compito di gestire i beni indivisi quali prati, pascoli, boschi, sotto il controllo di un feudatario, incaricato dal vescovo di Bergamo, a sua volta investito dall'imperatore del Sacro Romano Impero. A protezione della zona e della confederazione stessa, fu eretta una fortezza presso il borgo di Bondo, in posizione strategica, in quanto posta sulla mulattiera che collegava Colzate con la valle del Riso, con ottima panoramica sul fondovalle. Conosciuta come Castello di Honio, funse da sala per le assemblee, da alloggio per i consoli, i notai e le guardie, e venne demolita soltanto nel XVIII secolo, quando sui suoi resti venne innalzato un rustico con stalla e fienile.
Il passo successivo fu dato dall'esperienza comunale, tanto che negli statuti di Bergamo, redatti nel XIV e nel XV secolo, il comune veniva segnalato come autonomo, appartenente alla circoscrizione denominata “Facta di san Lorenzo”, con un'estensione territoriale limitata al solo centro abitato, mentre il resto del territorio era di competenza della Confederazione di Honio.
Nel frattempo nel paese si era sviluppata l'industria laniera che, spinta dalla vicinanza di importanti mercati quali quelli di Vertova e Gandino, garantì ingenti quantitativi di pelli, latticini e lana, nonché la nascita di piccoli opifici.
I commerci si spinsero anche oltre confine, così come testimoniato dal fatto che alcuni nuclei di commercianti di Colzate entrarono in contatto con degli irlandesi, venendo per questo chiamati Ibernini (da Iberna, antico nome dell'Irlanda), il cui cognome fu poi fissato in Bernini.
Essi importarono inoltre il culto di san Patrizio, tanto da fondare una chiesa a lui dedicata in località Gromi, a monte dell'abitato, sulle pendici del monte Cavlera.
Anche a Colzate, così come nei borghi limitrofi, a partire dal XIV secolo cominciarono tuttavia a verificarsi attriti tra gli abitanti, divisi tra guelfi e ghibellini, che raggiunsero livelli di recrudescenza inauditi.
Il paese non si schierò con una fazione definita, dal momento che i suoi esponenti di spicco si dividevano più o meno equamente tra i due contendenti. Inoltre qui le lotte non furono così dure come altrove, dal momento che vennero segnalate solo alcune scaramucce o alcuni strascichi di ciò che accadeva nei paesi limitrofi, Vertova su tutti.

### La Repubblica di Venezia

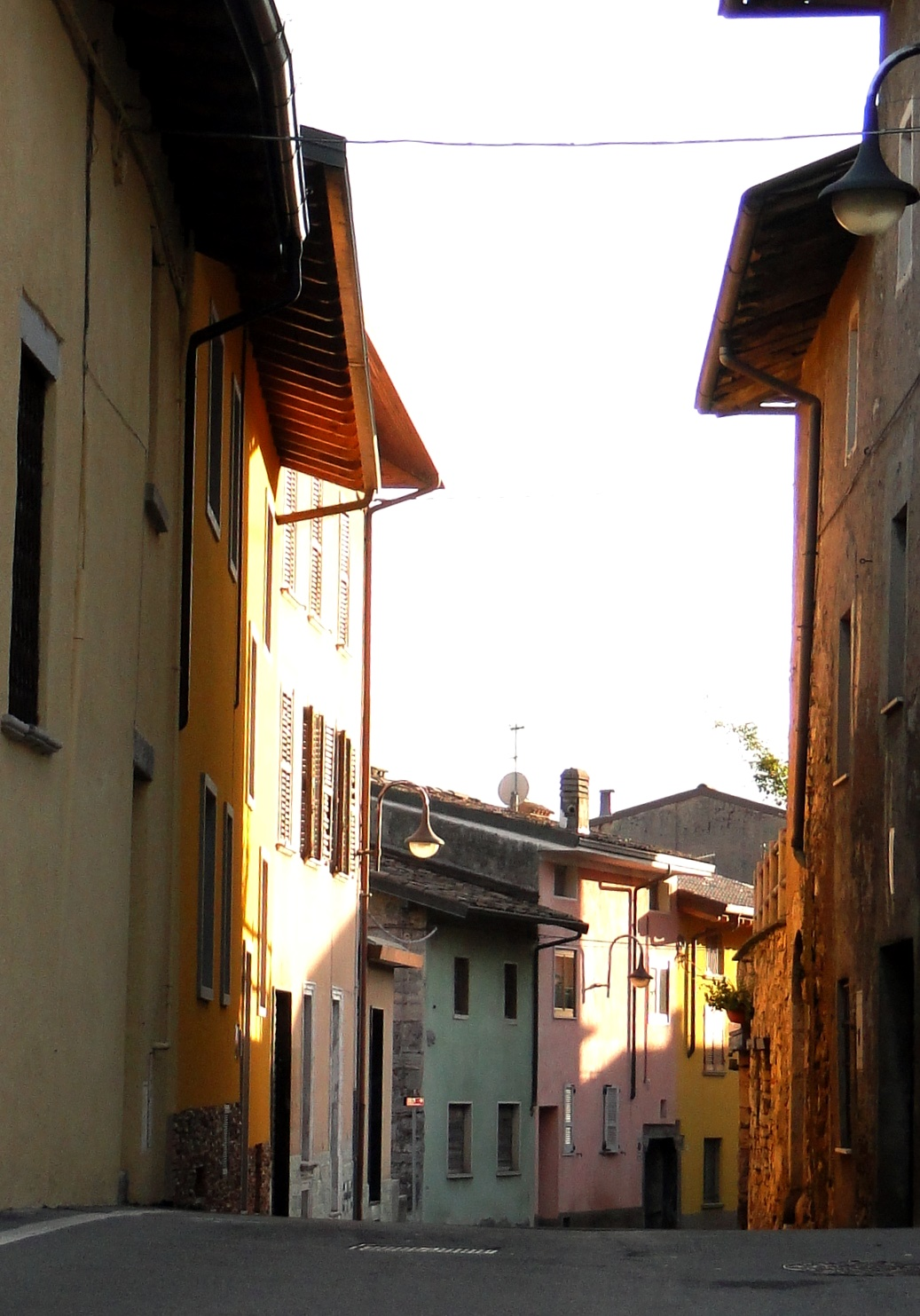
Vista del centro abitato

Alla definitiva pacificazione si arrivò nella prima metà del XV secolo, grazie al passaggio alla Repubblica di Venezia, avvenuto nel 1427 dopo un'espressa richiesta di Bergamo e delle sue valli, e ratificato dalla Pace di Ferrara del 1428. La Serenissima inserì Colzate nella Quadra della val Seriana di Mezzo, con capoluogo Gandino, e diede il via ad un periodo di tranquillità in cui l'intera zona riprese a prosperare, garantendo una diminuzione della pressione fiscale e offrendo maggiore autonomia.
In quegli anni venne introdotta la coltivazione del miglio, attività che trovò il suo sviluppo nella zona a Nord dell'abitato lungo il corso del fiume Serio, permettendo la costruzione di una nuova strada nella zona alluvionale di fondovalle, che raggiungeva Ponte Nossa e l'alta val Seriana.
Questa causò la perdita d'importanza della mulattiera che saliva a Cavlera e raggiungeva la valle del Riso e, conseguentemente provocò un progressivo isolamento dei borghi di Bondo e Barbata, che da quel momento persero gran parte della loro importanza.
Un violento scossone alla tranquillità della popolazione arrivò tra il 1629 e il 1631, quando la violenta epidemia di peste di manzoniana memoria causò la morte di 190 abitanti su un totale di 375, poco più della metà dei residenti.
Nella seconda metà del XVIII secolo il paese fu invece colpito dalla crisi della produzione dei panni di lana, dovuta all'importazione di prodotti esteri a prezzo più basso, che mise in ginocchio la pastorizia e il commercio della materia prima.

### Dall'avvento di Napoleone fino ai giorni nostri

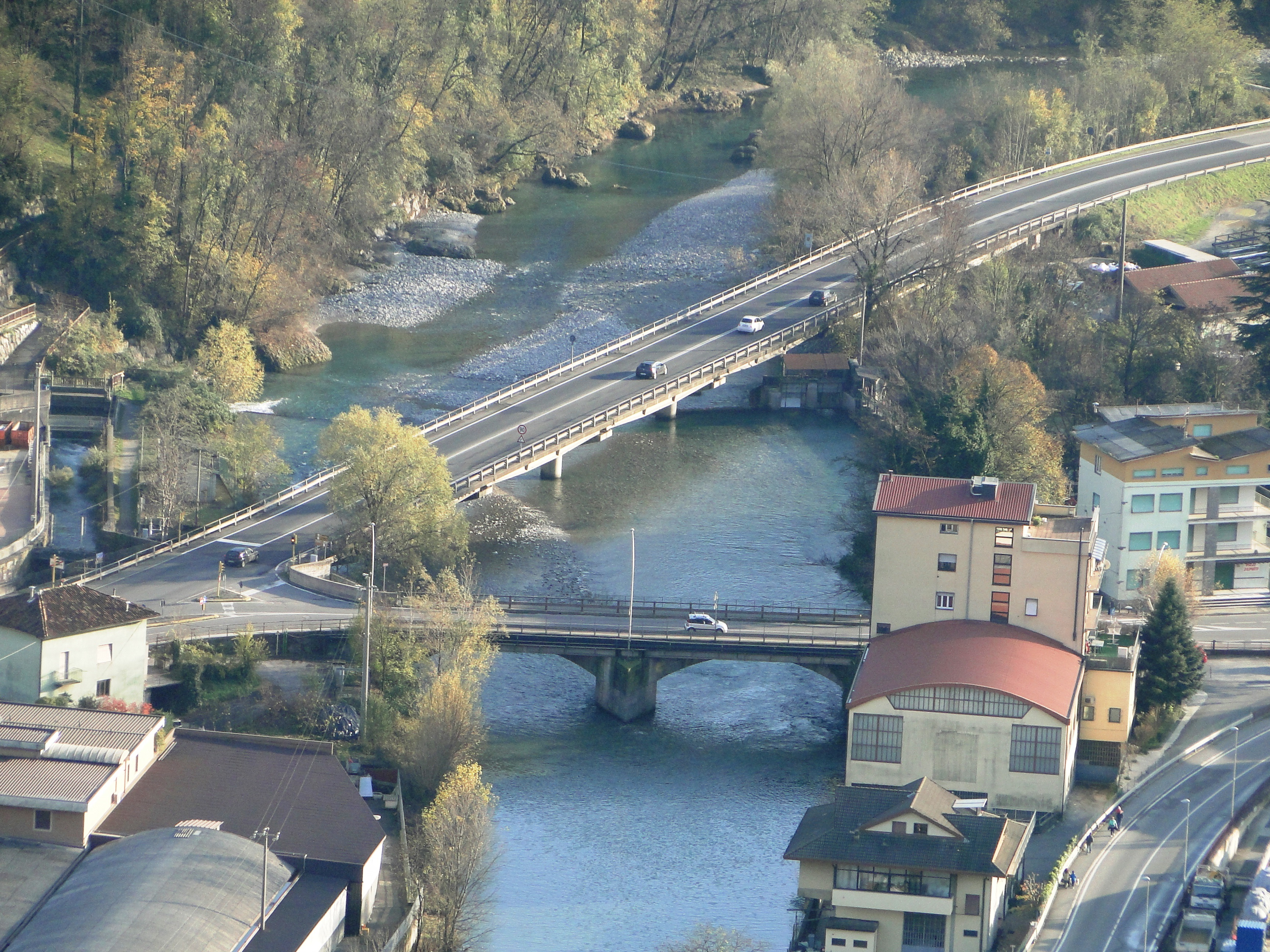
Il ponte sul Serio, collegamento tra il paese e l'arteria di scorrimento della valle

Ma il potere della Repubblica di Venezia era ormai agli sgoccioli, tanto che nel 1797, in seguito al trattato di Campoformio, venne sostituita dalla napoleonica Repubblica Cispadana.
Il cambio di dominazione comportò una revisione dei confini, che portarono Colzate a essere inglobato nuovamente nel territorio di Vertova, senza tuttavia le frazioni di Bondo e Barbata, ricadenti nelle competenze di Gorno. Quest'unione durò poco, dal momento che già nel 1805 i due comuni vennero nuovamente scissi.
Dopo quattro anni i limiti territoriali vennero nuovamente ridisegnati mediante un'imponente opera di accorpamento dei piccoli centri ai più grandi: in questo frangente Vertova assorbì nuovamente Colzate (sempre senza Bondo e Barbata), che riuscì a riottenere la propria autonomia nel 1816, in occasione del nuovo cambio di governo che vide subentrare l'austriaco Regno Lombardo-Veneto alle istituzioni francesi. La definitiva configurazione territoriale venne assunta a partire dal 1818, quando nel territorio colzatese vennero inserite anche le località di Bondo e Barbata. Quest'ultima richiese più volte di poter tornare nei confini di Gorno ma, nonostante le autorità nel 1874 ne accolsero la domanda, la volontà non fu più esaudita.
Nel 1827 venne definitivamente sciolta la Confederazione de Honio, con Colzate che acquisì formalmente il possesso di tutte le terre collinari e montuose ricoperte dai boschi a Nord dell'abitato.
Nella seconda parte del XIX secolo, contestualmente all'Unità d'Italia, si verificò uno sviluppo dell'industria, con numerose realtà che si insediarono e radicarono sul territorio.
Un ulteriore impulso venne dall'apertura della Ferrovia della Valle Seriana, che dal 1884 permise il collegamento di merci e passeggeri da Bergamo a Clusone.
Tutto questo fece lievitare il numero degli abitanti che in breve raddoppiarono, passando dalle 283 unità del 1805 alle 605 del 1861, fino a raggiungere le 1146 del 1931. Il livello di crescita della popolazione subì tuttavia una brusca frenata nella seconda parte del XX secolo, assestandosi su valori prossimi alle 1.500 unità.
Il 14 febbraio 1920 la comunità di Colzate riuscì a spezzare l'ultimo legame che ancora la legava a Vertova, ergendosi a parrocchia autonoma.
Sul finire del XX secolo Colzate fu al centro delle cronache nazionali per un tragico fatto che vide coinvolto il proprio sindaco Luigi Rodigari. Quest'ultimo difatti il 22 luglio 1988 venne ucciso con colpi di arma da fuoco da Marino Coter, benzinaio del paese, per via di una vendetta legata a una mancata autorizzazione riguardante l'attività dell'omicida.

### Simboli
Il Comune utilizza dal 1939 uno stemma non ancora ufficializzato da un decreto di concessione.
La fascia ondata d'azzurro rappresenta il fiume Serio che lambisce il territorio; le spighe di grano e l'albero simboleggiano rispettivamente l'attività cerealicola e i boschi che circondano l'abitato.
Il gonfalone è un drappo partito di rosso e di giallo.

## Monumenti e luoghi d'interesse

### Santuario di San Patrizio

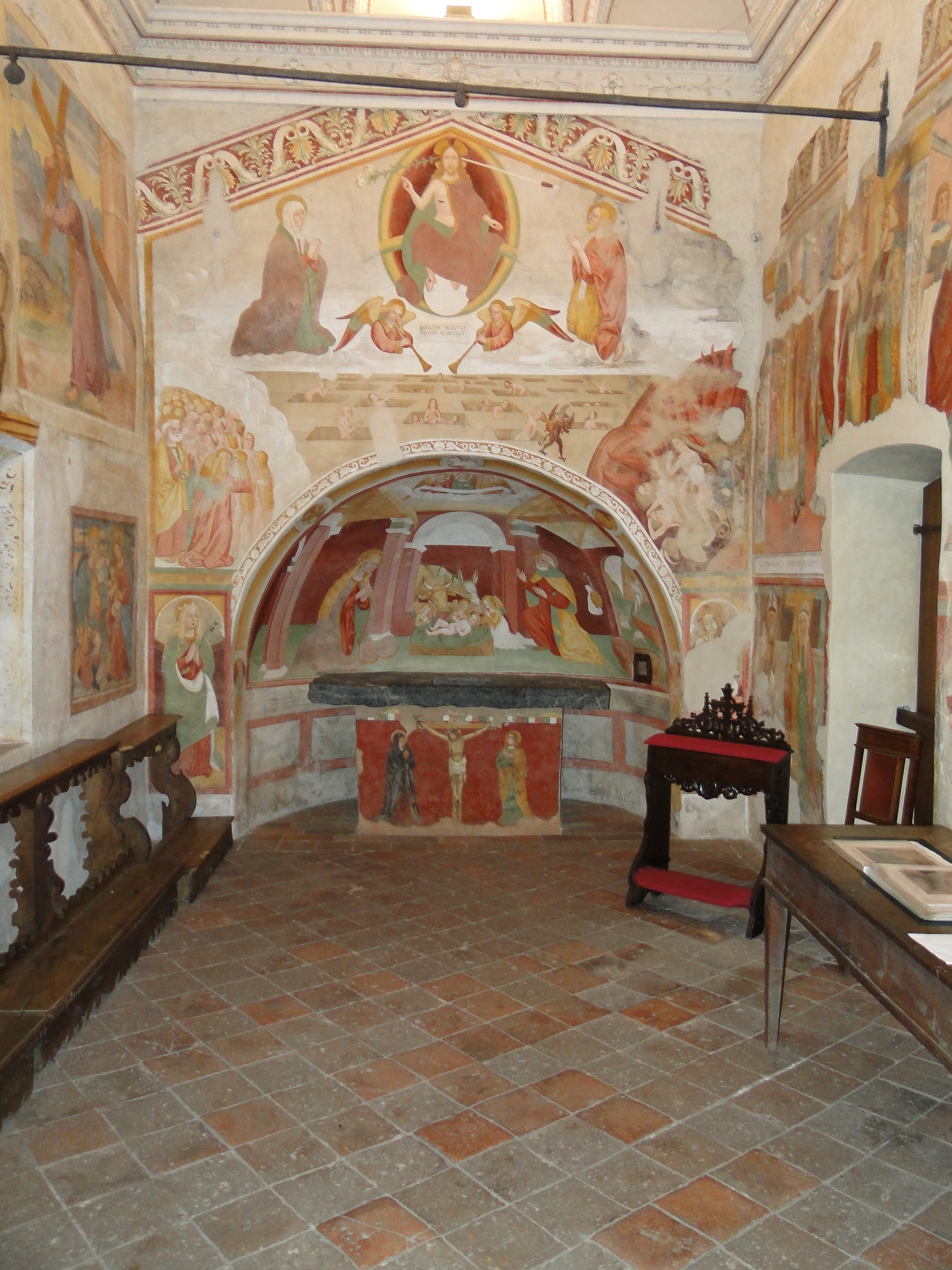
Il sacello, primo nucleo del complesso del santuario di San Patrizio

L'edificio più importante presente sul territorio di Colzate è il santuario di San Patrizio. Situato in località Grumi, su un contrafforte roccioso delle pendici meridionali del monte Cavlera a un'altezza di circa 620 m s.l.m., domina i sottostanti paesi di Colzate e Vertova ed è visibile da gran parte della media val Seriana, tanto da essere utilizzato come simbolo nel logo della Comunità montana della Valle Seriana.
Considerato tra le strutture religiose più importanti della provincia, venne fatto erigere da commercianti del luogo entrati in contatto con abitanti dell'Irlanda, paese dove il culto del santo era assai radicato, venendone affascinati. Secondo la tradizione invece l'origine sarebbe da far risalire a un ex-voto pronunciato da un gruppo di mercanti irlandesi che, dopo essere sfuggiti alla furia delle truppe di Federico Barbarossa scese in val Seriana nel 1166, innalzarono questa costruzione intitolata al santo a cui si erano raccomandati.
La prima struttura risale al XIII secolo, epoca in cui venne costruito il sacello, piccolo edificio di culto, con l'altare rivolto a oriente e le pareti interne ed esterne adornate da affreschi cinquecenteschi, tra cui una Natività e una Crocifissione, restaurati al termine del XX secolo.
Attiguo a esso, collegato tramite un ampio porticato, nel secolo successivo venne edificato un altro oratorio che tra il XVI e il XVII secolo venne ampliato notevolmente tanto da essere poi identificato come chiesa grande. Questa struttura custodisce opere di rilievo, tra cui il ciclo pittorico di Paolo Cavagna posto nel presbiterio, la tela d'altare di Enea Salmeggia, la statua in legno di san Patrizio eseguita da Giovan Battista Caniana, gli affreschi sulla volta del santuario, opera di Francesco Capella, quelli secenteschi raffiguranti episodi della vita degli apostoli e quelli cinquecenteschi che descrivono la vita di san Patrizio, posti sulle pareti laterali opera di Jacopino Scipioni datati 1514 e firmati I.S.
All'esterno della struttura vi sono altri affreschi e un ampio porticato perimetrale, nel quale vi è una serie di colonne e archi in stile romanico. A ciò va aggiunto anche il pozzo, comunemente chiamato appunto “pozzo di san Patrizio”, chiuso al pubblico, per evitare problemi ai visitatori e sul quale la tradizione riporta una grande quantità di leggende.

### Altri edifici

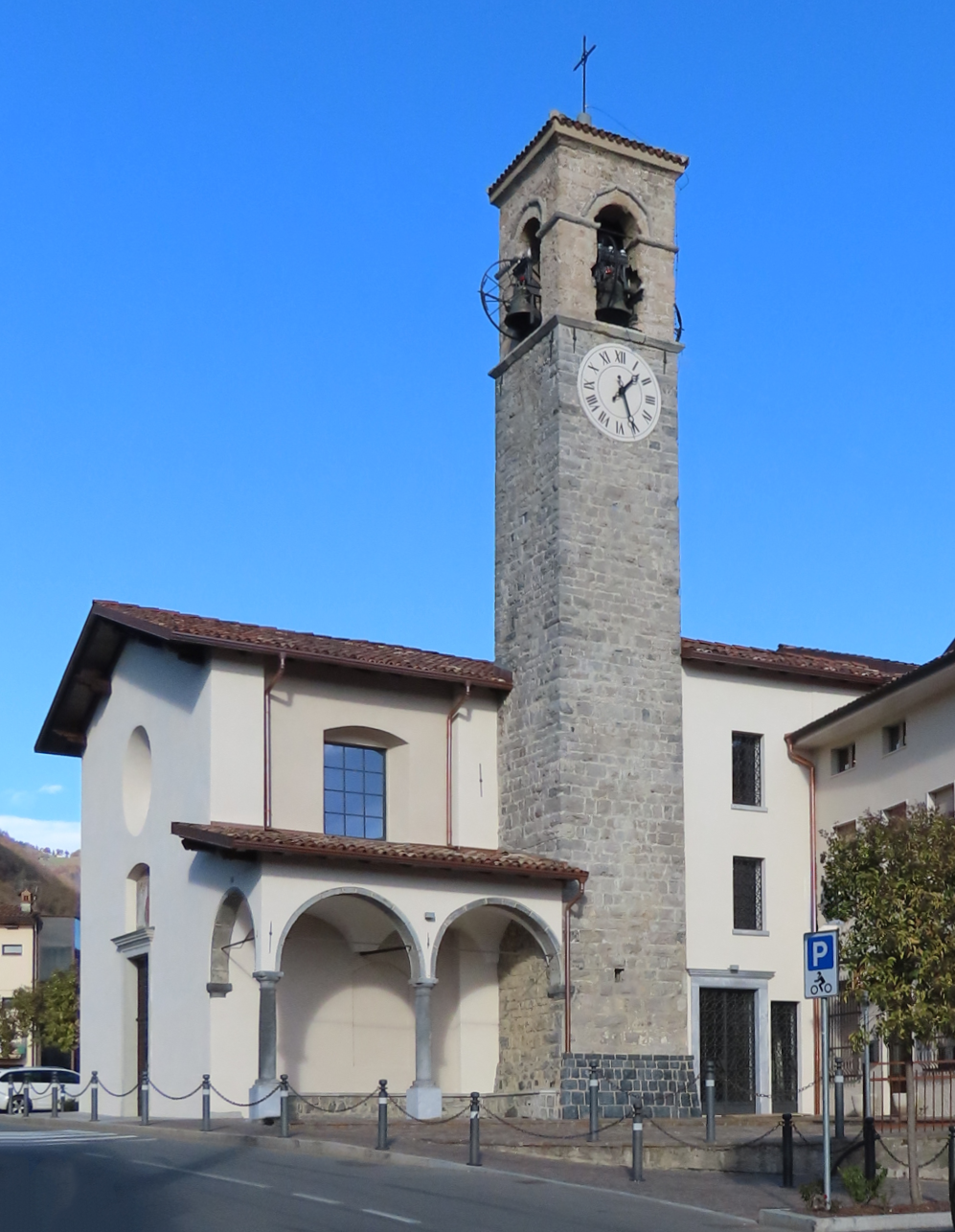
La chiesa parrocchiale, dedicata a san Maurizio

Tra gli edifici religiosi si segnala la chiesa parrocchiale dedicata a san Maurizio, risalente al periodo medievale. La tradizione popolare difatti la vorrebbe far risalire all'anno 1001 quando, in seguito alla grande paura della fine del mondo derivante dalla cultura millenaristica, la popolazione eresse una piccola cappella come ringraziamento per lo scampato pericolo. Questa tradizione non ha mai trovato riscontro documentato. Venne ampliata una prima volta agli inizi del XVI secolo, epoca a cui risale il campanile in pietra, e fu resa autonoma nel 1920 in seguito alla scissione dalla parrocchia di Vertova. Dopo i restauri del 1901 e del 1968 assunse la configurazione a unica navata suddivisa da lesene in tre campate, in stile barocco in cui si inserisce un piccolo portico a due campate, volto verso mezzogiorno, con annesso campanile. Il presbiterio, con struttura a pianta rettangolare, è sormontato da una volta a ombrello affrescata e decorata.
All'interno sono custodite pregevoli opere d'arte, quali la Pietà (chiamata “La Madunina” dalla popolazione) attribuita ad Andrea Fantoni, numerosi affreschi cinquecenteschi, il “Battesimo di Gesù”, opera di Giovan Battista Paganessi, e l'altare intagliato dal Guidotti.
Rimanendo in ambito religioso, interessante è anche la chiesa di San Bernardino, situata nella frazione di Bondo. Edificata nel 1630 in seguito alla terribile ondata di peste e dedicata alla memoria del santo che passò da queste terre, venne elevata a rango di parrocchiale nel 1697 mediante scissione dalla chiesa di Gorno. Ampliata in modo consistente verso la fine del XIX secolo, ha una struttura a navata unica, nella quale sono presenti quattro piccole cappellette su entrambi i lati. La facciata, molto semplice, è rivolta verso ovest e ha un piccolo portico con tre archi.

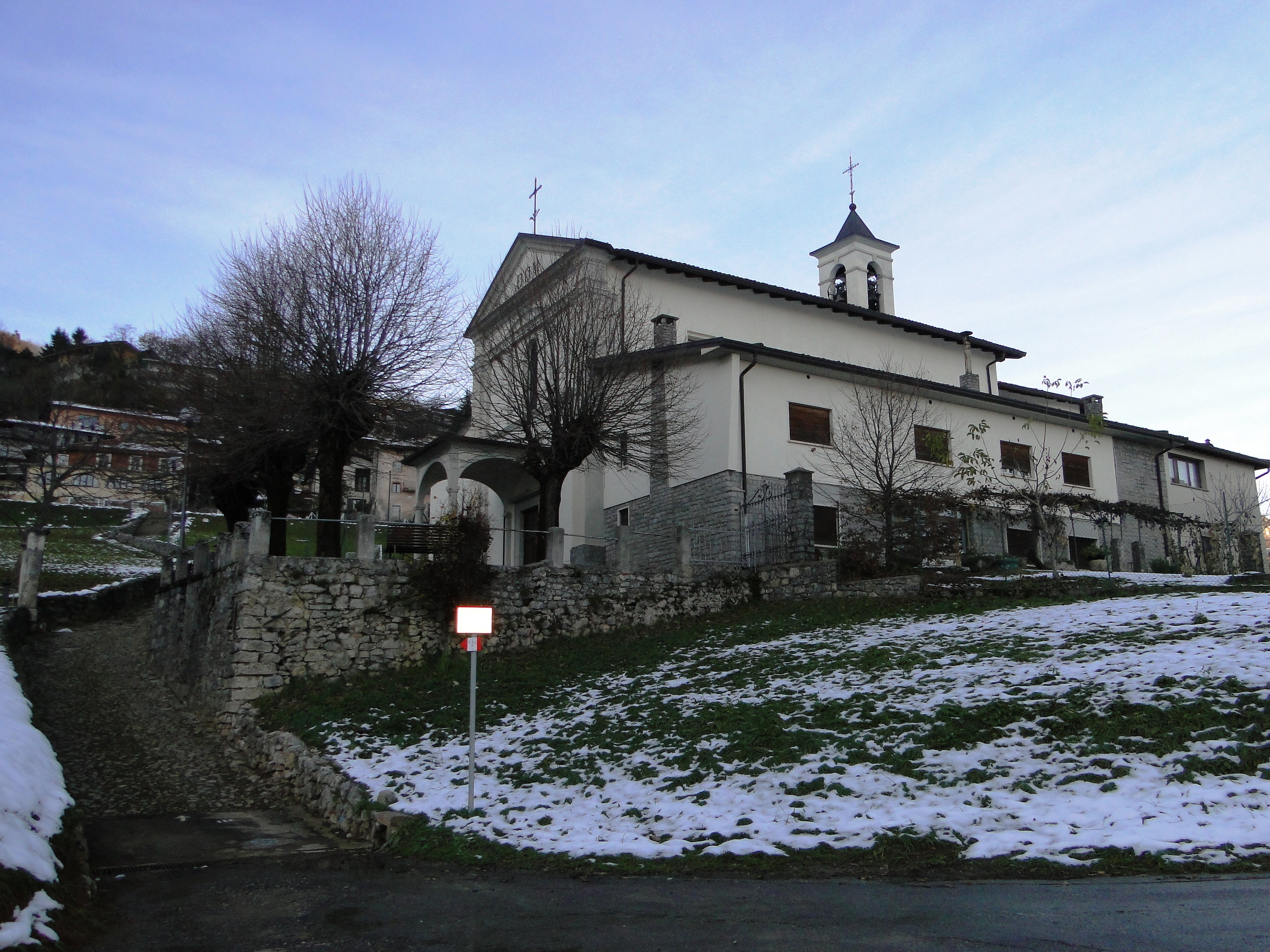
chiesa di San Bernardino presso la frazione Bondo

All'interno si trovano il presbiterio, anch'esso a pianta rettangolare, sopraelevato dall'aula centrale mediante tre gradini, l'altare maggiore in marmo bianco, nonché interessanti affreschi del Brighenti e due pale d'altare, delle quali la più importante è opera di Saverio Dalla Rosa e traslata qui dalla vicina chiesa di Barbata in seguito a un furto.
Poco più in alto, nella contrada Foppa di Barbata, in posizione panoramica sulla val del Riso, si trova la chiesa della Madonna della Mercede. Edificata nel XVI secolo (è ancora presente un'incisione nella muratura recante la data 1571) in luogo di una esistente cappella utilizzata dai Trinitari della Mercede, ha una struttura semplice, con un'unica navata suddivisa da due campate, il soffitto in legno con due altari dedicati alla Madonna del Rosario e sant'Antonio.
Interessanti sono inoltre le piccole cappellette, dette “Tribuline”, rappresentazione di una fervente religiosità degli abitanti nel corso dei secoli: su tutte vi sono la cappella dei Morti di Salvecchio, posta nei pressi della zona industriale, e la cappella dell'Addolorata, situata a nord dell'abitato nei pressi della pista ciclopedonale della val Seriana, entrambe costruite in seguito alla peste del 1630.
In ambito civile interessanti sono le costruzioni rurali, con caratteristici loggiati e muratura in pietra a vista, denominate “Ciodere”, dove un tempo si producevano i panni di lana che hanno fatto la fortuna della zona.
Altri esempi di arte rustica si possono trovare nei borghi montani di Bondo, Barbata e Unì, dove sono tuttora presenti edifici con muretti a secco, loggiati, portoni, fontane e affreschi.

### Escursioni

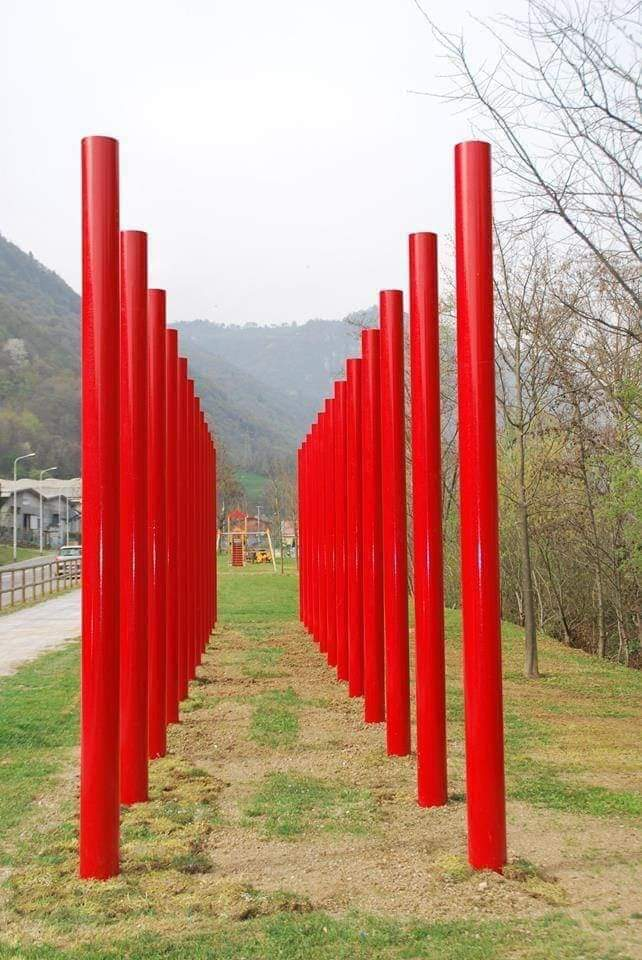
Steli EN 10219 - opera dell ' Artista Francesco Lussana

Sul territorio comunale sono presenti una grande quantità di itinerari, adatti a ogni tipo di utenza, grazie ai quali è possibile stare a contatto con la natura.
Molto utilizzato da famiglie e ciclisti per una passeggiata, è la pista ciclopedonale della val Seriana, che costeggia il corso del fiume Serio. Questa, con una sede ampia in terra battuta e con un dislivello altimetrico praticamente nullo, si sviluppa dal ponte sulla SP671, posto all'ingresso del paese, ed attraversa la zona industriale, dove si trova l'installazione "Steli EN 10219", opera dell ' Artista Francesco Lussana, formata da 24 tubi di acciaio volta a commemorare le 24 persone che persero la vita a causa di un mitragliamento del treno Bergamo-Clusone avvenuto nel 1945 durante la seconda guerra mondiale. Il percorso affianca quindi la locale sede della Croce rossa, un canile e si dirige verso Nord raggiungendo prima il territorio di Casnigo per giungere poi nei pressi della località Ponte del Costone. 

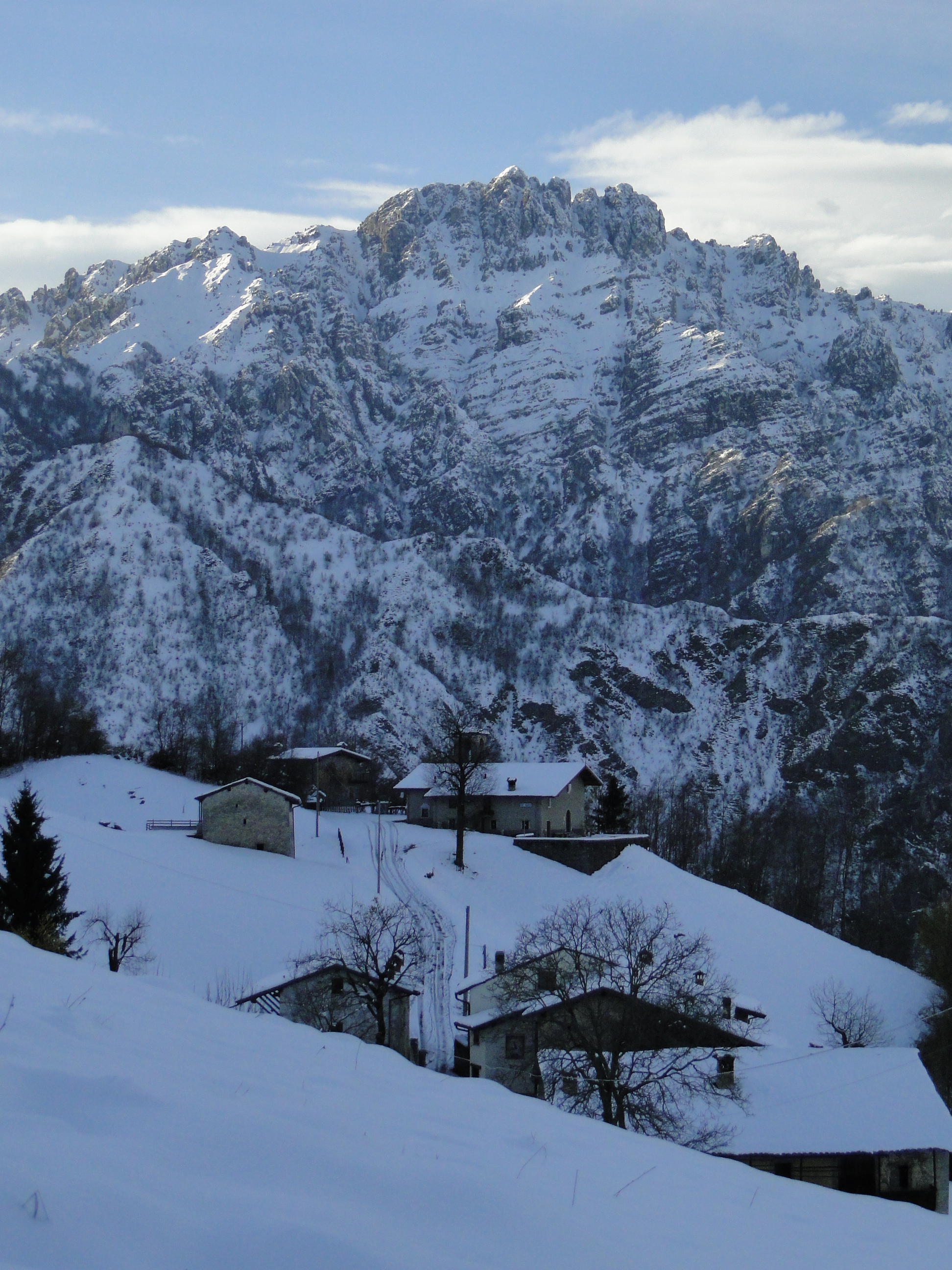
Il borgo di Barbata, ai piedi dell'Alben

Molto interessante per la valenza storica e culturale è il “sentiero di Honio” che, recentemente ristrutturato grazie anche a fondi messi a disposizione dalla Comunità Europea, con fondo agevole parte dall'abitato per inerpicarsi sulle pendici del monte Cavlera, toccando le località di san Patrizio, Piani di Rezzo, Bondo, Unì, Baite Oretel fino ad arrivare alla cima Tisa.
Da queste zone è possibile compiere percorsi in quota, tra i quali quello che da Barbata porta al bivacco della Plana, in territorio di Oneta, passando per il Roccolo Squazzolino, oppure quello contrassegnato dal segnavia del CAI numero 530, da Cavlera a Dasla, fino a raggiungere il passo di Bliben, il monte Segredont e il bivacco Testa, posti nella parte più alta del territorio comunale colzatese, da cui è possibile raggiungere la vetta del monte Alben.
Infine sulla strada che sale verso la frazione di Bondo, presso una cava dismessa, a partire dal 2002 è stata allestita una palestra per l'arrampicata, utilizzata dagli appassionati di questa disciplina.

## Società

### Evoluzione demografica
Abitanti censiti

### Etnie e minoranze straniere
Gli stranieri residenti nel comune sono 74, ovvero il 4,5% della popolazione. Di seguito sono riportati i gruppi più consistenti:
1. Cina, 16
2. Senegal, 16
3. Marocco, 12
4. Romania, 8
5. Ucraina, 7
6. Albania, 4
7. Brasile, 3
8. Bosnia ed Erzegovina, 2
9. Lettonia, 1
10. Cuba, 1

### Tradizioni e folclore
- Festa di San Patrizio (17 marzo): la sera della vigilia si svolge una fiaccolata dalla chiesa parrocchiale al santuario.
- Festa dell'Addolorata, detta anche “Festa de la Madunina” (seconda domenica di maggio): la statua della Pietà, custodita nella parrocchiale, viene portata tra le vie del paese mediante processione religiosa.
- Festa di San Maurizio (22 settembre): festa del patrono con iniziative religiose e sportive.
- Colzate in festa (metà luglio): settimana di manifestazioni sportive, ricreative e culturali.
- A Colzate è stato dedicato un inno, scritto da Mario Moro e musicato da Alessandro Poli[13].

## Amministrazione
| Periodo        | Periodo          | Primo cittadino            | Partito      | Carica                  | Note |
| -------------- | ---------------- | -------------------------- | ------------ | ----------------------- | ---- |
| 1866           | 1868             | Biagio Poli                |              | Sindaco                 |      |
| 1869           | 1871             | Giovanni Poli              |              | Sindaco                 |      |
| 1872           | 1875             | Cristoforo Bonfanti        |              | Sindaco                 |      |
| 1876           | 1880             | Basilio Adami              |              | Sindaco                 |      |
| 1881           | 1885             | Geremia Adami              |              | Sindaco                 |      |
| 1886           | 1887             | Basilio Adami              |              | Sindaco                 |      |
| 1888           | 1898             | Geremia Adami              |              | Sindaco                 |      |
| 1899           | 1900             | Battista Adami             |              | Sindaco                 |      |
| 1901           | 1902             | Mansueto Adami             |              | Sindaco                 |      |
| 1902           | 1905             | Giuseppe Balini            |              | Sindaco                 |      |
| 1905           | 1907             | Giuseppe Zucca             |              | Sindaco                 |      |
| 1907           | 1909             | Luigi Ferretti             |              | Sindaco                 |      |
| 1910           | 1914             | Angelo Gusmini             |              | Sindaco                 |      |
| 1914           | 1916             | Giuseppe Zucca             |              | Sindaco                 |      |
| 1916           | 1920             | Ortensio Perani            |              | Sindaco                 |      |
| 1920           | 1926             | Giuseppe Zucca             |              | Sindaco                 |      |
| 1926           | 1931             | Ernesto Zilioli            |              | Podestà                 |      |
| 1931           | 1940             | Camillo Airoldi            |              | Podestà                 |      |
| 1941           | 1942             | Giuseppe Pezzera           |              | Commissario prefettizio |      |
| 1942           | 1943             | Giuseppe Brignoli          |              | Sindaco                 |      |
| 1943           | 20 maggio 1945   | A. Vailati - G. Canzonieri |              | Commissario prefettizio |      |
| 21 maggio 1945 | 25 giugno 1945   | Battista Paganessi         |              | Sindaco                 |      |
| 26 giugno 1945 | 31 dicembre 1945 | Raimondo Bonfanti          |              | Sindaco                 |      |
| 1946           | 1951             | Angelo Bonfanti            |              | Sindaco                 |      |
| 1951           | 1952             | Giuseppe Paganessi         |              | Sindaco                 |      |
| 1952           | 1956             | Raimondo Bonfanti          |              | Sindaco                 |      |
| 1956           | 1964             | Camillo Airoldi            |              | Sindaco                 |      |
| 1964           | 1970             | Valentina Lanfranchi       |              | Sindaca                 |      |
| 1970           | 1972             | Raimondo Bonfanti          |              | Sindaco                 |      |
| 1973           | 1980             | Gilberto Gilberti          |              | Sindaco                 |      |
| 1981           | 23 luglio 1988   | Luigi Rodigari             |              | Sindaco                 |      |
|                |                  | Luigi Rodigari             |              | Sindaco                 |      |
| 23 aprile 1995 | 13 giugno 1999   | Valentina Lanfranchi       | lista civica | Sindaca                 |      |
| 14 giugno 1999 | 6 giugno 2004    | Valentina Lanfranchi       | lista civica | Sindaca                 |      |
| 14 giugno 2004 | 7 giugno 2009    | Marziale Perolari          | lista civica | Sindaco                 |      |
| 8 giugno 2009  | 25 maggio 2014   | Adriana Dentella           | lista civica | Sindaca                 |      |
| 26 maggio 2014 | 27 maggio 2019   | Adriana Dentella           | lista civica | Sindaca                 |      |
| 27 maggio 2019 | 10 giugno 2024   | Adriana Dentella           | lista civica | Sindaca                 |      |
| 10 giugno 2024 | in carica        | Gian Lorenzo Spinelli      | lista civica | Sindaco                 |      |